# Kodyma

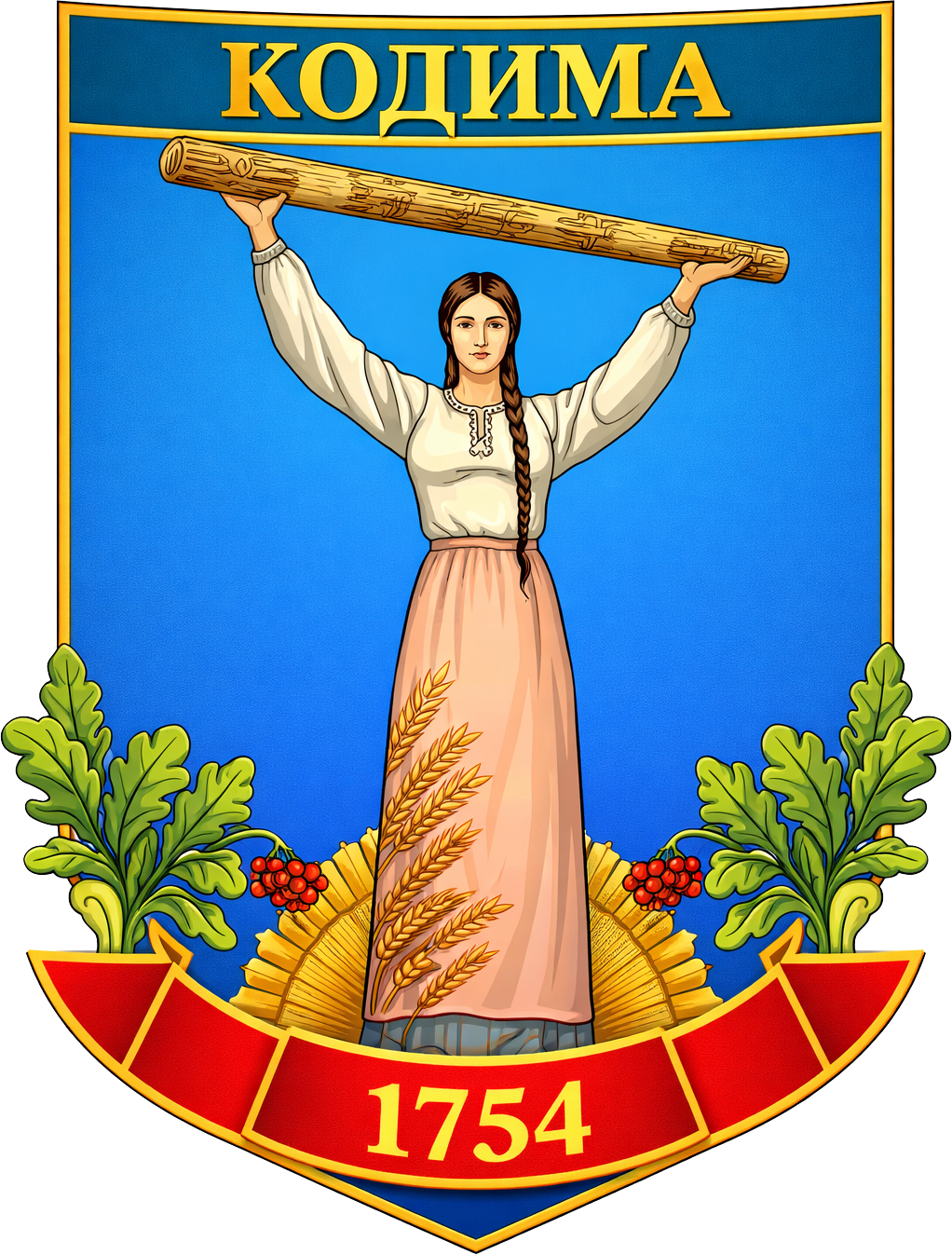
Kodymas vapen.

Kodyma (ukrainska: Кодима uttal (fil); ryska: Кодыма, rumänska: Codâma) är en stad i Odessa oblast i Ukraina. Kodyma, som grundades år 1754, hade 9 493 invånare år 2004.

## Kända personer från Kodyma
- Boris Sjuchov, tävlingscyklist